# Катманду (аеропорт)
Міжнародний аеропорт Катманду імені Трібхувана (неп. त्रिभुवन अन्तर्राष्ट्रिय विमानस्थल), IATA: KTM, ICAO: VNKT) — цивільний аеропорт, розташований за 5,5 км на схід від столиці Непалу, міста Катманду. Названий на честь короля Непалу Трібхувана.

## Операційна діяльність
Аеропорт розташований на висоті 1338 метрів над рівнем моря і експлуатує одну злітно-посадкову смугу: 02/20 розмірами 3050 х 45 метрів з бетонним покриттям. Аеродром належить до класу "tabletop". Відразу за торцем ЗПС 20 розташоване урвище, місцева дорога і річка.
Спочатку аеропорт називався по місцевості, де розташований, — Гаучаран, однак 15 червня 1955 року йому було дано ім'я короля Трібхувана, який помер незадовго до того.
Перший літак приземлився в аеропорту в 1949 році, що вважається початком авіації в Непалі. З 1964 року Трібхуван оголошений міжнародним аеропортом.